# Естель Альфан
Естель Альфан (швед. Estelle Alphand) — шведська гірськолижниця, медалістка чемпіонату світу.
Срібну медаль чемпіонату світу Альфан виборола в комадних паралельних змаганнях на світовій першості 2021 року, що проходила в італійській Кортіні-д'Ампеццо.